# Седласта тачка
Седласта тачка или превојна тачка је тачка х из домена функције у којој су први и други изводи једнаки нули, а затим су нули једнаки и сви изводи до n-1-ог реда, где је n непаран број. Функција у седластој тачки прелази из минимума у максимум или из максимума у минимум.